# Luciano Palonsky

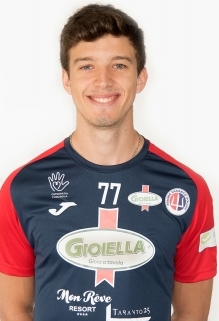
Luciano Palonsky zawodnikiem Gioiella Prisma Taranto

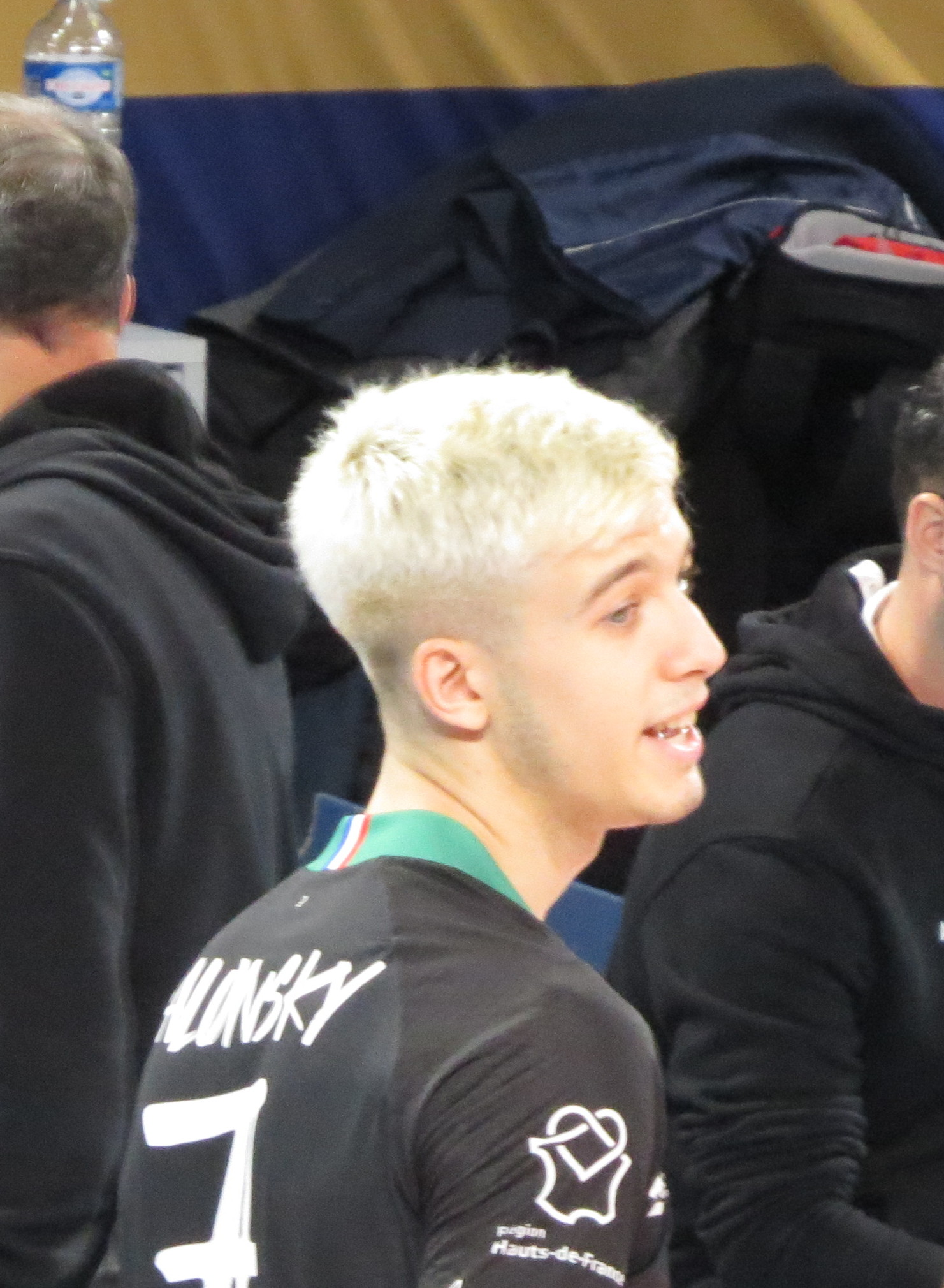
Luciano Palonsky zawodnikiem Tourcoing LM

Luciano Palonsky (ur. 8 lipca 1999) – argentyński siatkarz, grający na pozycji przyjmującego, reprezentant Argentyny.
Jego ojciec Gustavo, również zawodowo grał w siatkówkę. W reprezentacji Argentyny w 1993 roku zdobył srebrny medal w Mistrzostwach Ameryki Południowej.

## Kariera klubowa
| 2017/2018 |               | Ciudad Vóley               |
| 2018/2019 |               | Ciudad Vóley               |
| 2019/2020 |               | Ciudad Vóley               |
| 2020/2021 | Tourcoing LM  |                            |
| 2021/2022 | do 18.12.2021 | Gioiella Prisma Taranto    |
| 2021/2022 | od 20.12.2021 | Tours VB                   |
| 2022/2023 |               | Tours VB                   |
| 2023/2024 | do 08.04.2024 | Barkom-Każany Lwów         |
| 2023/2024 | od 10.04.2024 | Tours VB                   |
| 2024/2025 |               | Nippon Steel Sakai Blazers |

## Sukcesy klubowe
Puchar ACLAV:
- 2017

Puchar CEV:
- 2022[9]

Mistrzostwo Francji:
- 2023[10]
- 2022[11]

Puchar Francji:
- 2023[12]

## Sukcesy reprezentacyjne
Mistrzostwa Ameryki Południowej Kadetów:
- 2016

Puchar Panamerykański:
- 2018[13]
- 2019

Igrzyska Panamerykańskie:
- 2019

Mistrzostwa Ameryki Południowej:
- 2019, 2021

## Nagrody indywidualne
- 2016: Najlepszy przyjmujący Mistrzostw Ameryki Południowej Kadetów